# Айдогду, Сонер
Сонер Айдогду (тур. Soner Aydoğdu; 5 января 1991 года, Мамак) — турецкий футболист, полузащитник клуба «Самсунспор».

## Клубная карьера
Сонер Айдогду начинал заниматься футболом в турецком клубе «Генчлербирлиги». 22 ноября 2008 года он дебютировал в турецкой Суперлиге, выйдя на замену в гостевом поединке против «Газиантепспора». Сезон 2009/10 Айдогду провёл на правах аренды за команду Первой лиги «Хаджеттепе», по окончании которого вернулся в «Генчлербирлиги». 27 ноября 2010 года он забил свой первый гол на высшем уровне, сравняв счёт в домашнем матче с «Сивасспором».
Летом 2012 года полузащитник перешёл в «Трабзонспор», а в конце января 2016 года — в «Акхисар Беледиеспор». С последним Айдогду в 2018 году стал обладателем Кубка Турции, а летом того же года стал футболистом клуба «Истанбул Башакшехир».

## Карьера в сборной
29 февраля 2012 года Сонер Айдогду дебютировал в составе сборной Турции в домашнем товарищеском матче против команды Словакии, выйдя на замену в концовке.

## Достижения
«Акхисар Беледиеспор»
- Обладатель Кубка Турции (1): 2017/18